# Carlos Gutiérrez Barriga
Carlos Antonio Gutiérrez Barriga (Ciudad de México; 9 de noviembre de 1977) es un exjugador y entrenador de futbol mexicano. Actualmente dirige a los Alebrijes de Oaxaca de la Liga de Expansión.

## Clubes

### Como jugador
| Club       | País   | Año       |
| ---------- | ------ | --------- |
| Pumas UNAM | México | 1990-1995 |

### Como entrenador
| Club                   | País   | Año       |
| ---------------------- | ------ | --------- |
| Cruz Azul (asistente)  | México | 2012-2013 |
| Pumas UNAM (asistente) | México | 2014-2015 |
| Club Zacatepec         | México | 2015      |
| Venados FC             | México | 2020-2022 |
| Alebrijes de Oaxaca    | México | 2023-act. |